# F5 Networks
A F5, Inc. é uma empresa de tecnologia americana especializada em segurança de aplicativos, gerenciamento de múltiplas nuvens, prevenção de fraudes online, rede de entrega de aplicativos (ADN), disponibilidade e desempenho de aplicativos, segurança de rede e acesso e autorização.
A F5 tem sede em Seattle no F5 Tower, com mais 75 escritórios em 43 países focados em gerenciamento de contas, suporte global de serviços, desenvolvimento de produtos, fabricação, engenharia de software e trabalhos administrativos. Locais de escritórios notáveis incluem Spokane, Nova Iorque, Boulder, Londres, São José e São Francisco.
A F5 originalmente oferecia tecnologia de controlador de entrega de aplicativos (ADC), mas expandiu-se para camadas de aplicativos, automação, multi-nuvem e serviços de segurança. À medida que surgem ameaças como ransomware, vazamentos de dados, DDoS e outros ataques a empresas de todos os tamanhos, empresas como a F5 continuam a se reinventar. Embora a maioria da receita da F5 continue sendo atribuída a seus produtos de hardware, como os sistemas BIG-IP iSeries, a empresa começou a oferecer módulos adicionais em seu sistema operacional proprietário, TMOS (Sistema Operacional de Gerenciamento de Tráfego). Esses módulos incluem, mas não se limitam a, Local Traffic Manager (LTM), Advanced Web Application Firewall (AWAF), DNS (anteriormente chamado de GTM) e Access Policy Manager (APM). Eles oferecem às organizações que utilizam o BIG-IP a capacidade de implantar balanceamento de carga, firewalls de aplicativos de camada 7, logon único (para Azure AD, Active Directory, LDAP e Okta), bem como VPNs empresariais. Embora o BIG-IP tenha sido tradicionalmente um produto de hardware, a F5 agora o oferece como uma máquina virtual, denominada BIG-IP Virtual Edition. O BIG-IP Virtual Edition é agnóstico em relação à nuvem e pode ser implantado localmente em um ambiente de nuvem pública e/ou nuvem híbrida.
Os clientes da F5 incluem Bank of America, Microsoft, Oracle, Alaska Airlines, Tesla e Meta.

## História corporativa
A F5, Inc., originalmente chamada de "F5 Labs" e anteriormente rotulada como "F5 Networks, Inc.", foi fundada em 1996. Atualmente, a identidade pública da empresa geralmente a apresenta como simplesmente "F5".
Em 1997, a F5 lançou seu primeiro produto, um balanceador de carga chamado BIG-IP. O BIG-IP tinha o propósito de realocar o tráfego do servidor para longe de servidores sobrecarregados. Em junho de 1999, a empresa fez sua oferta pública inicial e foi listada na bolsa de valores NASDAQ com o símbolo FFIV.
Em 2017, François Locoh-Donou substituiu John McAdam como presidente e CEO. Mais tarde, em 2017, a F5 lançou um site e uma organização dedicados à coleta de dados de inteligência global sobre ameaças, análise de ameaças de aplicativos e publicação de descobertas relacionadas, denominado "F5 Labs" em homenagem à história da empresa. A equipe continua a pesquisar ameaças de aplicativos e a publicar descobertas toda semana. Em 3 de maio de 2017, a F5 anunciou que mudaria de sua sede de longa data na orla perto do Seattle Center para um arranha-céu no centro de Seattle que seria chamado de F5 Tower. A mudança ocorreu no início de 2019.
Os funcionários da F5 incluem Igor Sysoev, autor do NGINX; o laureado Dahl-Nygaard Gilad Bracha; o czar da fraude por cliques do Google Shuman Ghosemajumder; e o fundador da Defense.Net Barrett Lyon.
48 das 50 principais empresas da Fortune usam a F5 para balanceamento de carga, segurança de aplicativos de Camada 7, prevenção de fraudes e gerenciamento de API.

## Ofertas de produtos

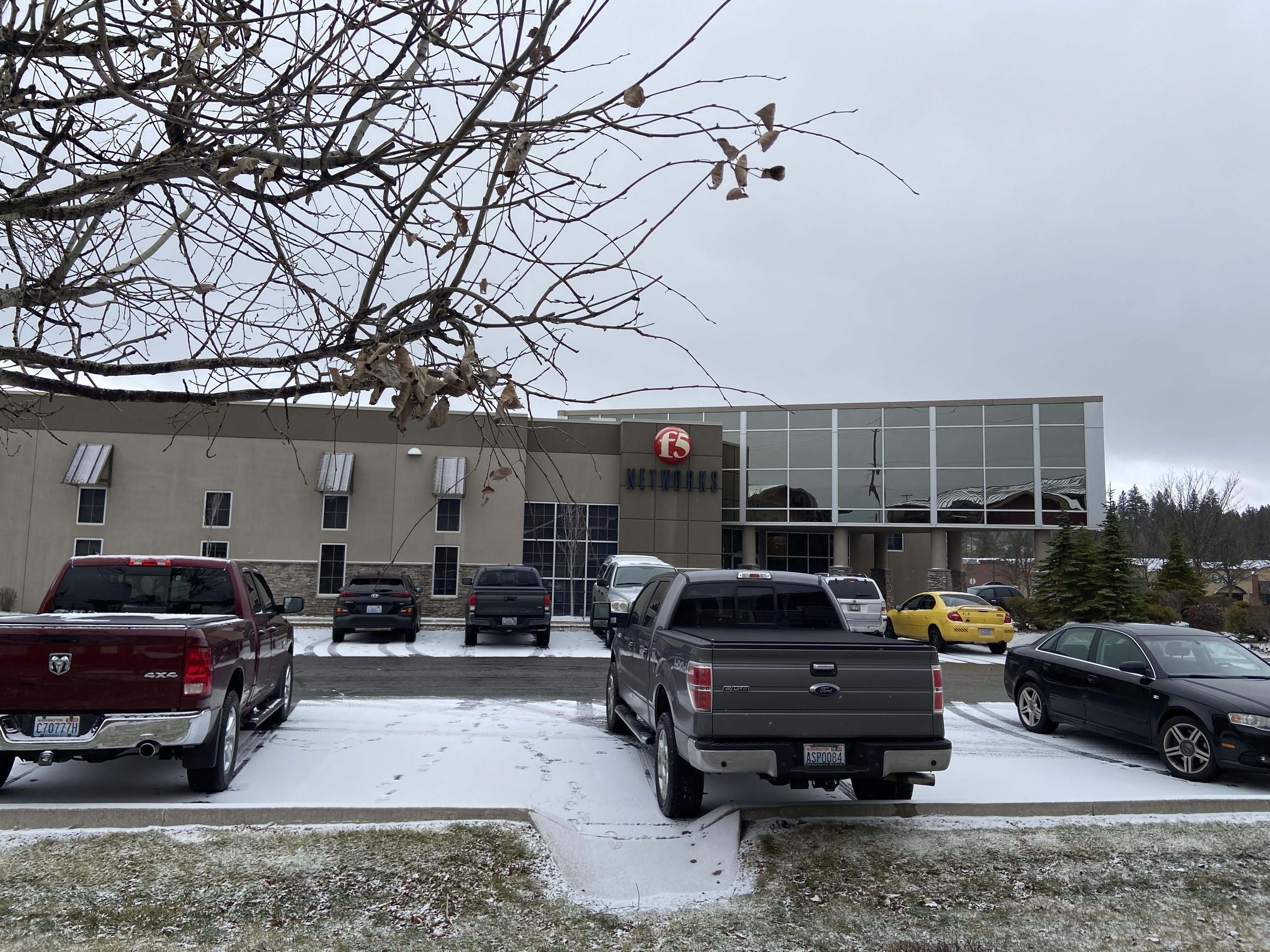
Instalação da F5 em Liberty Lake, estado de Washington, dezembro de 2021

### F5 BIG-IP
A família de produtos BIG-IP da F5 é composta por hardware, software modularizado e appliance virtuals que executam o sistema operacional F5 TMOS. Dependendo do appliance selecionado, um ou mais módulos de produtos BIG-IP podem ser adicionados.
Em 1997, a empresa introduziu seu produto principal, o BIG-IP, que rapidamente ganhou reconhecimento por sua capacidade de distribuir eficientemente o tráfego de rede, melhorar o desempenho de aplicativos e fornecer recursos robustos de segurança. O sucesso inicial do BIG-IP foi um momento crucial na história da empresa, estabelecendo a F5 como um player proeminente no mercado de controladores de entrega de aplicativos (ADC).
Ao longo dos anos, o BIG-IP evoluiu continuamente para atender às necessidades em constante mudança das organizações em um mundo digital cada vez mais complexo. A F5 expandiu suas ofertas de produtos para abranger uma ampla gama de serviços de aplicativos, incluindo balanceamento de carga, descarregamento SSL, firewall de aplicativos da web (WAF) e aceleração de aplicativos. A flexibilidade e escalabilidade da plataforma a tornaram uma solução essencial para empresas que buscam garantir a disponibilidade, segurança e desempenho de seus aplicativos críticos.

#### História do BIG-IP
Em 7 de setembro de 2004, a F5 Networks lançou a versão 9.0 do software BIG-IP, além de appliances para executar o software. A Versão 9.0 também marcou a introdução da arquitetura TMOS da empresa, com aprimoramentos, incluindo:
- Mudança de BSD para Linux para lidar com funções de gerenciamento do sistema (discos, logging, inicialização, acesso ao console, etc.)
- Criação de um Micronúcleo de Gerenciamento de Tráfego (TMM) para falar diretamente com o hardware de rede e lidar com todas as atividades de rede.[14][16][17]
- Criação do modo de proxy completo padrão, que encerra totalmente as conexões de rede no BIG-IP e estabelece novas conexões entre o BIG-IP e os servidores membros em um pool. Isso permite pilhas TCP ideais em ambos os lados, bem como a capacidade completa de modificar o tráfego em ambas as direções.

No final de 2021, a F5 introduziu a próxima geração de suas plataformas de hardware BIG-IP, os chassis rSeries e VELOS. Esses sistemas de próxima geração substituirão a geração anterior iSeries e o sistema de chassi VIPRION.

### F5 NGINX
Como parte da aquisição da NGINX, Inc. em 2019, a F5 oferece uma versão premium empresarial do NGINX com recursos avançados, vários acordos de nível de serviço (SLAs) de suporte e atualizações regulares de software. Opções de assinatura por hora e anuais estão disponíveis com vários níveis de suporte, serviços profissionais e treinamento.
Lançado em 2013, o NGINX Plus se baseia na fundação do servidor web NGINX open-source oferecendo recursos adicionais de nível empresarial e suporte para empresas que buscam controle aprimorado, escalabilidade e segurança para suas aplicações web. Esta versão comercial do NGINX tornou-se uma pedra angular da arquitetura web moderna, confiada por uma variedade de organizações, de startups a empresas da Fortune 500.
O NGINX Plus é conhecido por sua capacidade de distribuir eficientemente o tráfego de rede, balancear cargas entre vários servidores e acelerar a entrega de conteúdo web, tornando-se um componente crítico para garantir alta disponibilidade e desempenho ideal para aplicações web. Ele também oferece recursos avançados como persistência de sessão, armazenamento em cache de conteúdo e suporte para criptografia SSL/TLS. Além disso, o NGINX Plus oferece ferramentas robustas de monitoramento e gerenciamento, permitindo que os administradores obtenham insights valiosos em sua infraestrutura de entrega de aplicativos e façam ajustes em tempo real. Com um forte foco em flexibilidade, desempenho e segurança, o NGINX Plus continua a desempenhar um papel fundamental ao permitir que as empresas forneçam experiências web rápidas, seguras e confiáveis aos seus usuários.

### Serviços de nuvem distribuída da F5
Durante o evento F5 Agility 2022, a F5 anunciou um novo produto construído nas plataformas BIG-IP, Shape Security e Volterra. Anunciada durante o F5 Agility 2022, essa suíte é construída sobre a base das plataformas BIG-IP, Shape Security e Volterra da F5. A principal oferta desta suíte é a solução baseada em SaaS para Proteção de Aplicações Web e API (WAAP). Os Serviços de Nuvem Distribuída da F5 permitem que as organizações implantem, protejam e gerenciem suas aplicações em diversos ambientes, incluindo data centers, configurações multi-cloud e a borda da rede ou da empresa.
A suíte inclui uma variedade de produtos projetados para atender a necessidades específicas de segurança e redes, como Serviço de Mitigação Distribuída de DDoS na Nuvem, Firewall de Aplicações Web (WAF), Defesa contra Bots, Segurança de API e Defesa do Lado do Cliente. Esses produtos oferecem recursos avançados, como proteção contra DDoS em camadas múltiplas, segurança de aplicativos baseada em comportamento, detecção e mitigação de bots, detecção de ameaças de API e monitoramento do lado do cliente.
Além desses produtos focados em segurança, os Serviços de Nuvem Distribuída da F5 também abrangem várias soluções de gerenciamento de redes e aplicações, incluindo Gerenciamento de Agregadores, Conexão de Rede, Conexão de Aplicações, Pilha de Aplicações, Serviços DNS, Rede de Entrega de Conteúdo (CDN) e Monitoramento Sintético.
Os Serviços de Nuvem Distribuída da F5 visam auxiliar as organizações na proteção de suas operações digitais, na otimização do desempenho de aplicativos e no aprimoramento da segurança geral no cenário dinâmico da computação em nuvem moderna e na implantação de aplicativos.